# Вилијамспорт (Индијана)
Вилијамспорт (енгл. Williamsport) град је у америчкој савезној држави Индијана.

## Демографија
По попису из 2010. године број становника је 1.898, што је 37 (-1,9%) становника мање него 2000. године.
| Група             | 2000.         | 2010.         |
| Белци             | 1.922 (99,3%) | 1.855 (97,7%) |
| Афроамериканци    | 2 (0,1%)      | 5 (0,3%)      |
| Азијати           | 4 (0,2%)      | 9 (0,5%)      |
| Хиспаноамериканци | 3 (0,2%)      | 19 (1,0%)     |
| Укупно            | 1.935         | 1.898         |